# Andrzej Smolik

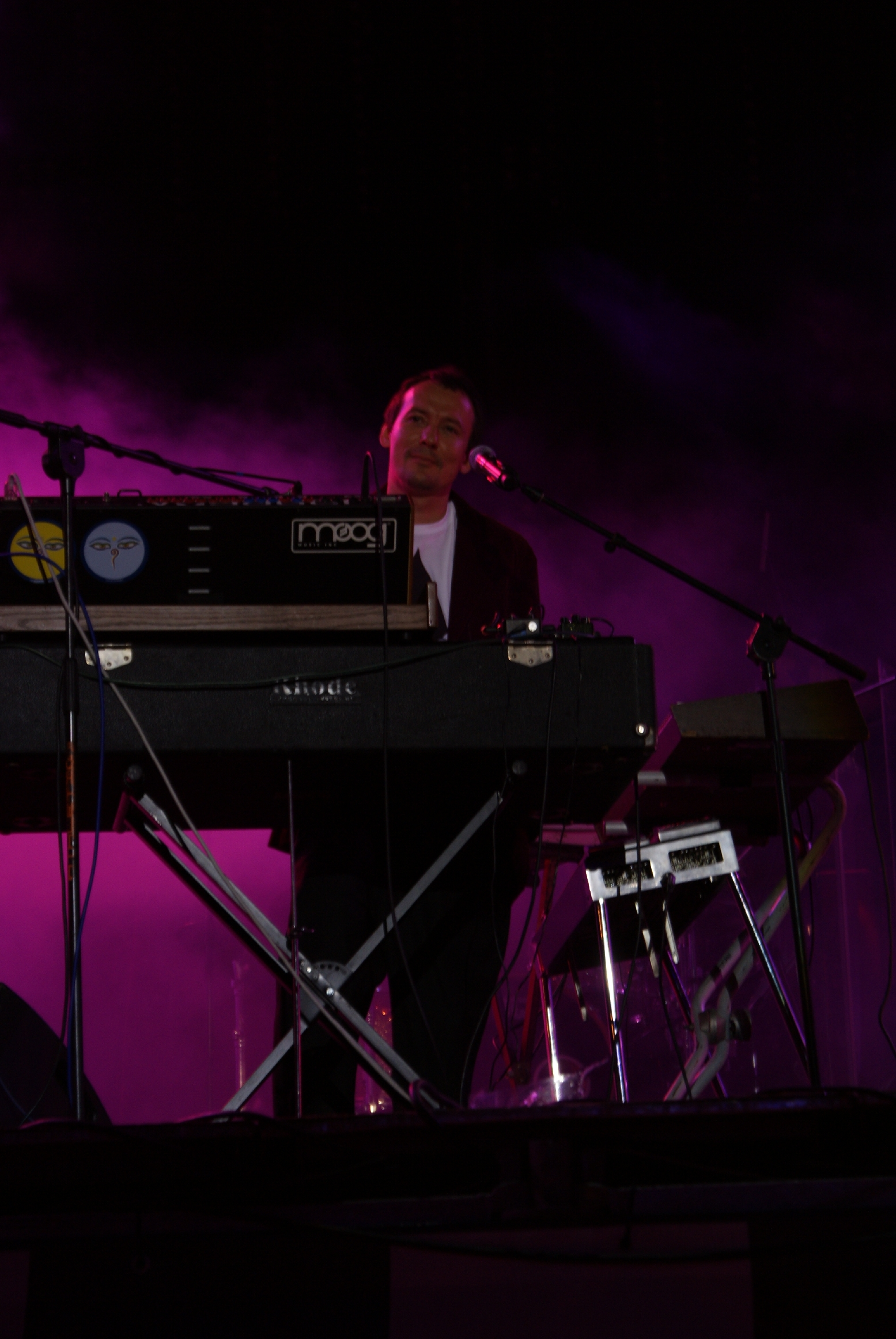
Andrzej Smolik, 2009

Andrzej Smolik (sinh ngày 10 tháng 2 năm 1970) là một nhạc sĩ, nhà soạn nhạc, nhà sản xuất nhạc và nghệ sĩ đa nhạc cụ người Ba Lan. Anh bắt đầu sự nghiệp từ khi tham gia ban nhạc Wilki vào năm 1993. Sau đó, anh có màn hợp tác với Robert Gawliński, giọng ca chính của nhóm Wilki, để sản xuất album Solo đầu tay. Trong giai đoạn 1996 - 1997, Smolik hoạt động với nhóm nhạc Hey. Anh cũng hợp tác với giọng ca chính của nhóm Hey là ca sĩ Kasia Nosowska trong album solo Milena vào năm 1998.
Smolik giành được giải thưởng âm nhạc Fryderyk dành cho các nhà soạn nhạc vào năm 2003 và năm 2004. Bên cạnh đó, vào năm 2004, anh cũng nhận giải thưởng Polityka's Passport Award do tờ báo Ba Lan Polityka trao tặng. Các album solo gắn liền với tên tuổi Smolik lần lượt là Smolik (2001), Smolik 2 (2003), "3" (2006) và "4" (2010).

## Album
| Tựa đề   | Chi tiết                                                                                    | Xếp hạng | Doanh số       | Chứng chỉ   |
| Tựa đề   | Chi tiết                                                                                    | POL      | Doanh số       | Chứng chỉ   |
| -------- | ------------------------------------------------------------------------------------------- | -------- | -------------- | ----------- |
| Smolik   | - Phát hành: 14 tháng 5 năm 2001 - Hãng đĩa: Sissy Records - Định dạng: CD, tải kỹ thuật số | 23       |                |             |
| Smolik 2 | - Phát hành: 14 tháng 4 năm 2003 - Hãng đĩa: Sissy Records - Định dạng: CD                  | 8        |                |             |
| 3        | - Phát hành: 13 tháng 11 năm 2006 - Hãng đĩa: Kayax - Định dạng: CD                         | 6        | - POL: 15,000+ | - POL: Gold |
| 4        | - Phát hành: 29 tháng 11 năm 2010 - Hãng đĩa: Kayax - Định dạng: CD                         | 3        | - POL: 15,000+ | - POL: Gold |
| The Trip | - Phát hành: 20 tháng 11 năm 2012 - Hãng đĩa: Kayax - Định dạng: CD, tải kỹ thuật số        | —        |                |             |